# Strange Magic
Strange Magic ist ein US-amerikanischer computeranimierter Musikfilm aus dem Jahr 2015. Der Film basiert auf einer Geschichte von George Lucas. Der deutsche Kinostart war am 25. Juni 2015.

## Handlung
Die Feenprinzessin Marianne muss am Tag der Hochzeit zu ihrem Entsetzen erfahren, dass sie ihr Verlobter Roland betrogen hat. Aus Trauer schwörend, nie wieder zu lieben, widmet sie sich ihrer kleinen Schwester Dawn. Diese wird vom Sumpfkönig Bog King entführt, nachdem ein Liebestrank aus dem Dunklen Wald gestohlen wurde. Sein Ziel ist es, Dawn so lange als Geisel bei sich zu behalten, bis er den Trank zurückbekommt, um ihn zu zerstören und sein Land für immer vor Liebe zu schützen. Marianne will ihre Schwester retten und macht sich allein auf den Weg zum Sumpfkönig. Nach anfänglichem Konflikt stellen Marianne und Bog King fest, dass sie sehr viel gemeinsam haben und verlieben sich schließlich ineinander.

## Soundtrack
1. Can’t Help Falling in Love – Evan Rachel Wood and Sam Palladio
2. I’ll Never Fall in Love Again – Evan Rachel Wood
3. Three Little Birds – Elijah Kelley and Meredith Anne Bull
4. I Wanna Dance With Somebody (Who Loves Me) – Marius DeVries
5. C’mon Marianne / Stronger (What Doesn’t Kill You) – Sam Palladio/Evan Rachel Wood
6. Trouble – Alan Cumming
7. Love Is Strange – Kristin Chenoweth
8. Say Hey – Elijah Kelley
9. Mistreated – Alan Cumming
10. I Can’t Help Myself (Sugar Pie Honey Bunch) – Meredith Anne Bull
11. Straight On – Evan Rachel Wood and Alan Cumming
12. Strange Magic – Evan Rachel Wood and Alan Cumming
13. Tell Him / Wild Thing – Meredith Anne Bull, Maya Rudolph, Evan Rachel Wood, Alan Cumming

## Entstehung
Der Film entstand unter der Regie von Gary Rydstrom bei Lucasfilm. Als Inspiration für den Soundtrack des Films diente die Lucasfilm-Produktion American Graffiti.
George Lucas zufolge ist die Moral des Films, dass „man sich viel mehr in den Geist eines Menschen verliebt, als in sein Äußeres.“

## Synchronisation
Die Synchronisation des Films wurde bei der Film- & Fernseh-Synchron nach einem Dialogbuch und unter der Dialogregie von Ursula von Langen erstellt.
| Rolle     | Darsteller         | Synchronsprecher |
| --------- | ------------------ | ---------------- |
| König Bog | Alan Cumming       | Thomas Amper     |
| Marianne  | Evan Rachel Wood   | Maren Rainer     |
| Zuckerfee | Kristin Chenoweth  | Shandra Schadt   |
| Griselda  | Maya Rudolph       | Monika John      |
| Feenkönig | Alfred Molina      | Walter von Hauff |
| Sunny     | Elijah Kelley      | Benedikt Weber   |
| Dawn      | Meredith Anne Bull | Lea Kalbhenn     |
| Roland    | Sam Palladio       | Tim Schwarzmaier |

## Rezeption
Strange Magic wurde überwiegend negativ aufgenommen. Bei Rotten Tomatoes hält der Film eine Wertung von 18 Prozent. Auf Metacritic erhielt er einen Metascore von 24/100. Außerdem brach der Film den Rekord für die am wenigsten verkauften Kinotickets für einen Film, der in über 3.000 Kinos veröffentlicht wurde. In den Vereinigten Staaten und Kanada spielte Strange Magic knapp 12,5 Millionen US-Dollar an der Kinokasse ein. Lou Lumenick von New York Post gab dem Film einen von vier Sternen und nannte ihn ein „umwerfend schreckliches animiertes Musical“. Alonso Duralde von The Wrap beschreibt den Film als den „wahrscheinlich schlechtesten Animationsfilm aus dem Hause Disney“.